# الاتحاد الوطني لطلبة سورية
الاتحاد الوطني لطلبة سورية كان منظمة شعبية تضم طلبة الجامعات والمعاهد العليا والمتوسطة في سوريا إبان حكم حزب البعث، بالإضافة إلى ما جندهم من طلبة سوريين درسوا خارج البلاد. مقر الاتحاد مدينة دمشق، وله فروع في داخل سوريا وخارجها، وهو يمثل الطلبة العرب السوريين داخل سوريا وخارجها.
تم تجميد عمل الاتحاد من قبل وزارة التعليم العالي في الحكومة الانتقالية في 27 ديسمبر 2024.

## المؤتمر الطلابي الأول
حاول الطلبة تنظيم نضالهم في وقت مبكر، منذ الخمسينات فكانت الخطوة الأولى نحو هذا الهدف يوم الثلاثين من آذار لعام 1950 عندما انعقد المؤتمر الطلابي الأول في اللاذقية برئاسة الطالب حافظ الأسد آنذاك. وترسم المقررات التي اتخذت في ذلك المؤتمر صورة عن الوعي الطلابي المبكر، وكان أهم تلك المقررات:
1. الدعوة إلى النضال ضد الاستعمار بجميع أشكاله وألوانه.
2. الدعوة إلى تحقيق الوحدة العربية من المحيط إلى الخليج.
3. المطالبة بالتـدريب العسكـري فـي الصفوف الثانوية.
4. تعريب الشركات الأجنبية الموجودة في القطر ثم تأميمها.
5. تحقيق العدالة الاجتماعية وتكافؤ الفرص أمام المواطنين.
ومن هنا أصبح ذلك اليوم جديراً بأن يمثل عيد الطالب العربي السوري، كما انعقدت مؤتمرات أخرى في دمشق، حمص وحلب.
وكان من الطبيعي أن تتفاعل مسيرة النضال الطلابي مع مسيرة حزب البعث العربي الاشتراكي منذ الخطوات الأولى لتأسيسه، فقد اعتمد الحزب على الفئة المثقفة في بداياته وعلى الطلبة الذين انضموا إليه وناضلوا في صفوفه وأسهموا إلى جانب قوى الشعب الأخرى في مواصلة معركة البناء الوطني والتحرر الاقتصادي والتقدم الاجتماعي، وتعزيز مرتكزات الاستقلال بكل أشكاله.
وهكذا تطورت أساليب النضال الطلابي مع تطور مراحل التعليم في سورية، ومع تطور المجتمع، وتطور النضال السياسي والقومي وأخذ ذلك النضال أشكالاً متعددة في تلك المراحل التاريخية وخاصة إبان الوحدة مع مصر، كما كان الاتحاد الطليعة الطلابية التقدمية التي أسهمت في النضال ضد حركة الانفصال، وقادت النضال الطلابي للقيام بدور فاعل إلى جانب بقية فئات الشعب لتفجير ثورة الثامن من آذار سنة 1963.

## تأسيس الاتحاد الوطني لطلبة سورية
كان تأسيس الاتحاد من إحدى منجزات انقلاب الثامن  من آذار (أو كما تعرف بـ ثورة الثامن من آذار) فبعد نحو شهر أي في الثالث والعشرين من نيسان 1963، كان المؤتمر التأسيسي الذي أعلن فيه تسمية الاتحاد الوطني لطلبة سورية منظمة شعبية نقابية. ومع الدعم الذي وفرته الثورة للقطاع الطلابي وللقطاعات الجماهيرية الأخرى لم يكن للاتحاد ذلك النشاط الفعال الذي كان يطمح إليه لأن الصراعات التي رافقت محاولة حزب البعث للسيطرة على الحكم وحالة عدم الاستقرار التي عاشتها آنذاك انعكسا سلباً على نشاطات الاتحاد وممارساته. تم انجاز الكثير من التغيرات على الاتحاد بعد ما سمي الحركة التصحيحية التي قام بها الرئيس حينها حافظ الأسد سنة 1970 الدور الأساسي في تشكيل الشكل الجديد للاتحاد وفرض سيطرة الحزب عليه، وتم دعم المنظمات الشعبية والمهنية السياسي والاهتمام الخاص بالتعليم وبالقطاع الطلابي وتعزيز الاتحاد وقيادته للجماهير الطلابية وترسيخ دوره في حياة المجتمع بصورة عامة، وفي الحياة الجامعية بصورة خاصة، وتبلورت على نحو أعمق مبادئه الأساسية وأهدافه السياسية والنقابية، كما تطورت نشاطاته وشملت جوانب كثيرة في حياة القطاع الطلابي. كالنشاطات السياسية (بما لا يخالف سياسة حزب العبث) والنقابية والثقافية والرياضية والاجتماعية والإعلامية للطلبة وأسهم بفروعه الداخلية والخارجية في تطوير الحياة التعليمية وربط الجامعة بالمجتمع وتعزيز صلة الطلاب الدارسين في الخارج بوطنهم وتحقيق تفاعلهم مع قضاياه إضافة إلى قيادة نشاطاتهم الثقافية والسياسية والعلمية.

## أهدافه الأساسية ومبادئه العامة
- إيمان الاتحاد بأهداف الأمة العربية في الوحدة العربية والحرية الفكرية والعيش المشترك .
- تعزيز روح انتماء الجماهير الطلابية إلى الوطن، والولاء لقائده، وتعميق روح الوطنية والإسهام الكامل في تعزيز بناء الوحدة الوطنية.
- الإسهام الفعال في الحياة الجامعية وتحقيق شعار ربط الجامعة بالمجتمع، والدفاع عن مصالح الطلبة.
- العمل على إتاحة الفرصة أمام أبناء الكادحين لإتمام تحصيلهم الدراسي.
- إعداد الطلبة فكرياً ونضالياً لمواجهة الرجعية بكل مظاهرها وأدواتها والدفاع عن مكتسبات الثورة 8 من أذار والإسهام في بناء مجتمع التقدم .
- العمل على تحقيق وحدة الحركة الطلابية العربية، ودعم حركات التحرر العالمية، ومكافحة النشاط الاستعماري والصهيوني والتفرقة العنصرية.

## الهيئات القيادية
آ - المؤتمر العام، وهو أعلى سلطة تشريعية في الاتحاد ويتألف من ممثلي الفروع الداخلية والخارجية المنتخبين بالإضافة إلى أعضاء المجلس المركزي السابق، وينعقد المؤتمر كل خمس سنوات.
ب - المجلس المركزي وهو أعلى سلطة في غياب المؤتمر وينتخب من المؤتمر العام، ويتألف من سبعين عضواً ومن أبرز مهامه انتخاب المكتب التنفيذي، ووضع السياسة العامة للاتحاد في غياب المؤتمر العام.
ج - المكتب التنفيذي: وينتخبه المجلس المركزي من بين أعضائه، وهو أعلى قيادة تنفيذية في الاتحاد، ينفذ قرارات المؤتمر العام والمجلس المركزي وتوصياتهما.
د - وعلى مستوى الفروع هناك مؤتمرات الفروع، ومؤتمرات الوحدات الطلابية، ويقود الفروع المكاتب الإدارية المنتخبة من مؤتمرات الفروع والهيئات الإدارية على مستوى الكليات والمعاهد.
ويضم الاتحاد خمسة عشر فرعاً في الداخل وثمانية وعشرين فرعاً في الخارج.

## نشاطات الاتحاد في المجالات السياسية والنقابية والثقافية والعلمية
يضطلع الاتحاد بدور بارز في الحياة الجامعية، بقيادة القطاع الطلابي وتطوير إمكاناته الفكرية والسياسية والعملية، وبما يؤهله للإسهام في معركتي البناء والتحرير،
وتوجيهات قائد مسيرته السيد الرئيس حافظ الأسد.
وكذلك تتركز الدورات التثـقيفية ودورات الإعداد النقابي والسياسي والتقارير المقدمة إلى المؤتمرات بمستوياتها كافة، والمنشورات الفكرية والإعلامية، والندوات والمحاضرات السياسية والنقابية التي تنظم في معسكرات التدريب العسكري والمعسكرات الإنتاجية لتشكيل أساليب فعالة لرفع السوية السياسية والفكرية للطلبة.
وجاءت معسكرات التدريب العسكري الجامعي، لتجعل القطاع الطلابي رديفاً حقيقياً للقوات المسلحة في الدفاع عن الوطن وحماية مكتسبات الثورة. كما شكلت تجربة المعسكرات الإنتاجية، الطبية الصيدلانية، والطبية السنية، والزراعية، والصيدلانية والطبية البيطرية، والهندسة بأنواعها (المدنية والكهربائية والميكانيكية والعمارة) والجيولوجية والبيئة، والحقوقية ومعسكرات الصحافة والجغرافية وعلم الاجتماع ومعسكرات المعاهد المتوسطة، خطوة عملية مهمة على طريق ربط الجامعة بقضايا المجتمع، وزيادة دور القطاع الطلابي في الإسهام بعملية التنمية الاقتصادية والاجتماعية.
ويسهم الاتحاد في إنجاح العملية التعليمية من خلال تمثيله في مجلس التعليم العالي ومجالس الجامعات واللجان المنبثقة عنها وفي مجالس المعاهد المتوسطة وينقل آراء الطلبة واقتراحاتهم إلى تلك المجالس.
كما ينظم الاتحاد النشاطات الفنية والرياضية والمسرحية والإعلامية ويشرف عليها، وله مجلة دورية «جيل الثورة» بالإضافة إلى برنامجه التلفزيوني الأسبوعي.
و يطلع على المطاعم والمقاصف والندوات الطلابية لتقديم الخدمات للطلبة بالصورة المثلى والأسعار المناسبة.
ويولي الاتحاد أهمية خاصة للطلبة العرب الدارسين في الجامعات والمعاهد ليكونوا أكثر قدرة على تلقي العلم والمعرفة من جهة، وعلى القيام بدورهم القومي من جهة أخرى.
اليوم الأتحاد أخذ منحى آخر نحو الديمقراطية بعد تغير المادة الثامنة من الدستور السوري الذي استفتاه الشعب السوري حيث بعد أن دخلت سوريا في أزمتها استقبل كافة مشاكل الطلاب ووقف حياديا وأكد على وقوف الطلاب من كافة الفئات مع بعضهم في وحدة وطنية واستمرار العملية التعليمية بالجامعات وبعيدا عن الوضع السياسي.

## دوره في تقييد المجتمع والثورة السورية
أدى الاتحاد منذ تأسيسه دور في ضبط بالمجتمع، وغرس دعاية حرب البعث في الأجيال المتعاقبة داخلياً وللدول الخارجية ثانياً. حيث يقوم بحشد الطلاب في المسيرات التي تعكس مواقف النظام. حيث أدى دوره في إنهاء حركة "تجمع شمس" في 2006 التي طالبت أن تتكلف الحكومة بتعيين المهندسين المتخرجين. فسبب باعتقال أغلب الطلاب والشباب المشاركين فيه.
ومع اندلاع الحراك الشعبي في 2011، وثّقت كل من الشبكة السورية لحقوق الإنسان والمركز السوري للإعلام وحرية التعبير والمجلس السوري البريطاني ، قيام الاتحاد بقمع المظاهرات الطلابية المُناهضة للنظام السوري، وملاحقة والتسبُّب باعتقال الطلاب الجامعيين، وتجنيد العشرات من الطلاب لصالح الأجهزة الأمنية، وجمع بيانات عن زملائهم الطلاب الناشطين في الحراك السياسي ضد النظام السوري، بهدف ملاحقتهم والتضييق عليهم وفصلهم من جامعاتهم.
تم إدراج رئيس الاتحاد الأسبق، محمد عمار الساعاتي، على لائحة العقوبات الأمريكية لكونه «أحد كبار مسؤولي حزب البعث الذي قاد منظمة سهلت دخول طلاب الجامعات إلى المليشيات التي يدعمها الأسد»